# Aqsū Aūdany (distrikt i Kazakstan, Almaty)
Aqsū Aūdany är ett distrikt i Kazakstan.   Det ligger i oblystet Almaty, i den östra delen av landet, 900 km sydost om huvudstaden Astana.